# Дайнеко, Леонид Мартинович
Леони́д Марти́нович Дайне́ко (Дайнека) (бел. Леанід Марцінавіч Дайнека; 28 января 1940 — 21 августа 2019) — белорусский писатель, поэт, автор произведений на историческую тематику. Лауреат Государственной премии БССР (1990).

## Биография
Родился 28 января 1940 года в деревне Дмитриевка 2 Кличевского района Могилёвской области в семье колхозников Феклы Ивановны и Мартина Степановича. В семье было восемь детей, выжило только четыре из них.
Учился на филологическом факультете БГУ (окончил в 1967 году), по профессии журналист. Работал на стройках, на Нижнетагильском металлургическом комбинате, на Витебской студии телевидения, Белорусском телевидении. В 1972—1989 годах был ответственным секретарём журнала «Маладосць». С 1989 года работал в издательстве «Художественная литература».
Публиковался с 1961 года. В 1970 году был принят в Союз писателей СССР. Автор сборников стихотворений, в которых присутствуют самые разнообразные темы: от прославления родной земли и человека труда до размышлений о детских годах, военном времени, деревенском быте («Голоса» (1969), «Берег ожидания» (1972), «Моя весна сороковая» (1979), «Вечное мгновение» (1985), «Снежинки над огнём» (1989)). Автор сборника рассказов «Отчий родник» (1976). Несколько его стихотворений положено на музыку.
Романная дилогия «Люди и молнии» (1977) и «Запомним себя молодыми» (1979) повествует о событиях 1917—1919 годов на белорусской земле. В романе «Футбол на заминированном поле» (1987) поднимается тема проблем современного городского человека.
В дальнейшем обратился к средневековой истории, романы о которой заслужили заметное место в белорусской литературе, а Дайнеко за них — сравнения с Владимиром Короткевичем. Борьбе удельных западнорусских княжеств с крестоносцами в XIII веке посвящён исторический роман «Меч князя Вячки» (1987, Литературная премия Союза писателей Беларуси имени И. Мележа 1987). Роман «Тропой чародея» (1988) описывает время правления полоцкого князя Всеслава Чародея. В 1990 году за эти романы Дайнеко был удостоен Государственной премии БССР имени К. Калиновского. «Средневековую» трилогию писатель завершил романом «Железные жёлуди» (1990), который раскрывает начальный этап становления Великого княжества Литовского.
Помимо вышеуказанных романов Дайнеко является автором фантастического романа «Человек с бриллиантовым сердцем» (1992).
В 1990-е годы занялся алкогольным бизнесом, основал фирмы «Посад» и «БелПи».
Умер 21 августа 2019 года.

## Награды и премии
- 1970 год — юбилейная медаль «За доблестный труд в ознаменование 100-летия со дня рождения В. И. Ленина».
- 1986 год — медаль «За трудовую доблесть» .
- 1988 год — Литературная премия им. И.Мележа за роман «Меч князя Вячкі».
- 1990 год — Государственная премия БССР в области литературы за произведения для детей (романы «Меч князя Вячкі» і «След ваўкалака»)
- Премия имени Валентина Пикуля (2010) с вручением золотой медали за цикл исторических романов.
- Медаль «500-летие Оршанской битвы» (2015 год)